# Mumm
Мумм (фр. Mumm) — компания-производитель шампанских вин (фр. G.H.Mumm et Cie), находящаяся во французском Реймсе, а также бренд.

## История

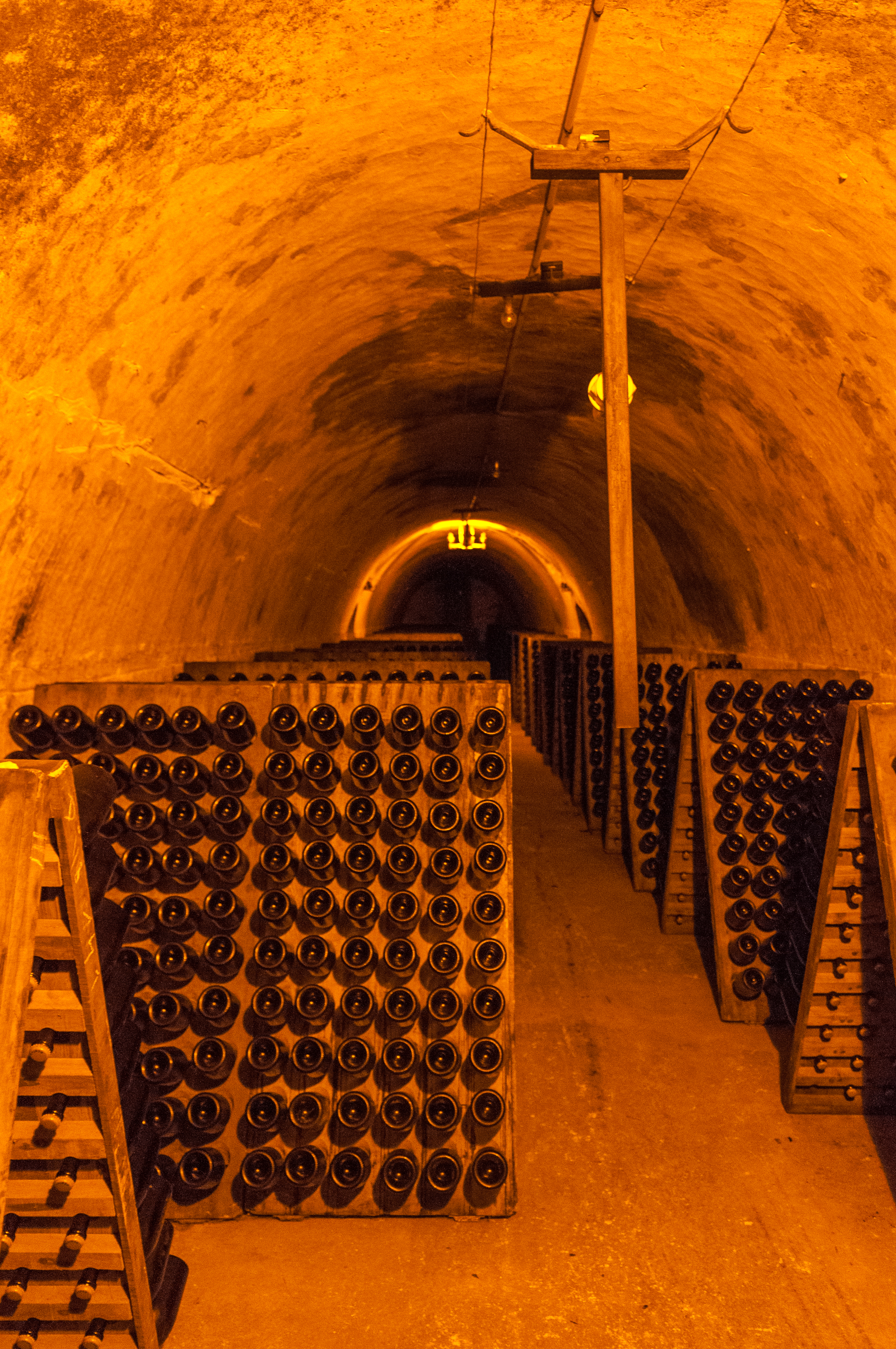
Погреба Mumm

Предприятие было основано тремя братьями Мумм: Якобсом, Готлибом и Филиппом — немецкими виноделами из долины Рейна, а также купцом Фридрихом Гислером (нем. Friedrich Giesler) из города Брюль 1 марта 1827 года и называлось P. A. Mumm Giesler et C°. Инициалы P. A. принадлежали отцу (англ. Peter Arnold Mumm), успешному торговцу вином из Золингена. В 1852 году, Georges Hermann Mumm, внук Питера Арнольда, стал руководить этим винным домом и его инициалы G. H. стали использоваться в названии компании. Красная полоса на этикетках шампанского была сделана наподобие французской орденской ленты ордена Почётного легиона и стала отличительным знаком этого шампанского. Через некоторое время французы национализировали компанию Mumm, хотя её основатели и их семьи жили во Франции до Первой мировой войны, не принимая французского гражданства.
Марка Mumm была хорошо известна в Российской Империи и считалась престижной. В частности, согласно «Запискам кирасира» князя Трубецкого, именно оно подавалось в офицерском собрании Лейб-кирасирского Ея Величества полка в 1912 году, когда поручик князь Урусов-старший произносит, обращаясь к корнету князю Трубецкому:
Что–о? Болен, ты говоришь?! Какая чепуха! Твое самочувствие никого не тронет и никому не интересно. «Кирасиры Ея Величества не страшатся вин количества!» Неужели ты это ещё не усвоил? А потом, душа моя, ты говоришь вздор, голова у тебя не может болеть: в собрании пьют только Mumm Sec Cordon Vert! Прекрасная марка! Да, да... и от неё никогда никаких котов не бывает. Пей в своей жизни только Mumm, только Sec, и только Cordon Vert — всегда будешь в порядке. Об одном умоляю: никогда не пей никаких Demi–sec! Верь мне, князь: всякий Demi-sec, во-первых, блевантин, а во-вторых, такое же хамство, как и пристежные манжеты или путешествие во втором классе. Итак: Mumm Sec Cordon Vert, дошло?..

## В настоящее время
В настоящее время компания принадлежит Pernod Ricard — французскому производителю и дистрибютору алкогольных напитков. Это третий в мире бренд по объёмам продаж продукции после Moët & Chandon и Вдовы Клико. Ежегодно продается около 8 миллионов бутылок вина в более чем ста странах мира. Mumm являлся официальным спонсором гонок Формулы-1 с 2000 по 2016 год и предоставлял специальные бутылки шампанского для празднования призёров гонки на подиуме.
По калифорнийскому методу в США производятся игристые вина совместным предприятием между G.H. Mumm & Cie и Joseph E Seagram & Sons. Предприятие расположено в долине Напа (англ. Napa Valley) и было основано Guy Deveaux, производимые вина имеют бренд Mumm Napa.